# Taifour Diane
Taifour Diane (* 1. November 1972 in Kankan, Guinea) ist ein ehemaliger guineisch-deutscher Fußballspieler und heutiger -trainer.

## Karriere
Er bestritt für sein Geburtsland Guinea acht Länderspiele und spielte in seiner Jugend bei dem Verein Horoya AC. Heute besitzt er zusätzlich die deutsche Staatsbürgerschaft. Mit Bayer 04 Leverkusen, dem einzigen Bundesligisten, bei dem er angestellt war, erreichte er in der Saison 1994/95 den 7. Platz. Diane absolvierte jedoch in dieser Saison nur ein Spiel. 
Bundesweite Bekanntheit erlangte Taifour Diane in seiner Zeit bei Alemannia Aachen, für die er von 1999 bis 2002 in der 2. Bundesliga spielte. Am 3. März 2000 schoss er auf dem ausverkauften Aachener Tivoli im Derby gegen Borussia Mönchengladbach per Fallrückzieher das 1:0. Dieses sehenswerte Tor gegen den Rivalen wurde in der ARD Sportschau zum Tor des Monats März gekürt.
Mit dem 1. FC Saarbrücken stieg er 2007 aus der Regionalliga Süd in die Oberliga Südwest ab. 2007/08 spielte er bei der SV 07 Elversberg in der Regionalliga Süd. Im folgenden Sommer wechselte er in die Oberliga Südwest zu Borussia Neunkirchen, wo er Anfang 2009 seine aktive Karriere beendete.
In der Saison 2009/10 trainierte er den Saarländischen Kreisligisten Zelos St. Ingbert. Ab Juni 2010 war er als Co-Trainer beim Regionalligisten FC 08 Homburg angestellt und betreut dort ebenfalls die Bezirksligamannschaft. Ab der Saison 2010/11 war Diane Co-Trainer des FC Homburg, wobei er im April vorübergehend den Posten des Cheftrainers übernahm. Am letzten Spieltag der Saison 2011/12, als der Aufstieg des FC 08 Homburgs in die Regionalliga Südwest bereits feststand, wurde Diane, der den Verein zur neuen Saison verließ, kurz vor Spielende eingewechselt, um sich von den Fans verabschieden zu können. Ab der Rückrunde 2013 verstärkt er das Trainerteam der Frauenmannschaft des 1. FC Saarbrücken.
Am 2. März 2016 wurde Diane als Nachfolger von Falko Götz neuer Cheftrainer des 1. FC Saarbrücken.